# Sergio Peña
Sergio Fernando Peña Flores (Lima, 28 settembre 1995) è un calciatore peruviano, centrocampista del PAOK e della nazionale peruviana.

## Carriera

### Nazionale
Ha partecipato al campionato sudamericano Under-20 del 2015 ed alla Coppa America del 2021.

## Palmarès

### Club

#### Competizioni nazionali
- Campionato svedese: 3

Malmö FF: 2021, 2023, 2024
- Coppa di Svezia: 2

Malmö FF: 2021-2022, 2023-2024